# Наћфала
Наћфала (Наћвала, Наћвола, рум. Satu Mare) је насељено место у општини Секусић, која припада округу Арад у Румунији. Место се на мађарском одувек звало "Nagyfalu", а што је преведено на српски - као што је наведено 1899. године у српском црквеном листу, значило "Велико село" или "Велико селиште". Насеље је значајно по присутној српској националној мањини у Румунији.

## Положај насеља
Село Наћфала се налази у источном, румунском Банату, на 30 км југозападно од града Арада. Село се налази у Поморишју, а сеоски атар је равничарског карактера.

## Историја
Место се први пут помиње у католичким списима, у вези са папским десетком, као и друга околна места 1333. године. Угарски краљ Лајош 1355. године поклања то место острогонском надбискупу Милошу Зингију и његовој браћи. Касније због нелојалности те породице пренето је насеље на Јаноша Антимија Топшоња. Тих бурних деценија под турском претњом, често мења власнике. Коначно 1464. године краљ Матија га уступа српском деспоту Јакшићу. Када су изумрли Јакшићи, место је дошло до угарског краљевског намесника грофа Петра Петровића. Он Наћфалу прикључује свом имању око тврђаве Чаља. По турском тефтеру 1557—1558. године у селу је живело седамдесетак српских породица. Срби се у великом броју ту насељавају  под Јакшићима. О српском карактеру села можемо судити и по српским приложницима манастира Пећка патријаршија из 1666. године. Метохијски калуђери су ту забележили дародавце: домаћин Милан, поп Која, кнез Андреј и други. Наћфала је међу поморишким насељима имала чисто српску црквену општину. По протеривању Турака 1717. године у Наћфали преостало је само 16 кућа. Из 1769—1772. следи податак да је било у месту 104 породице. По царском ревизору Ерлеру који 1774. године констатује, општина Наћфала које је чисто српско место налази, у Сентандрашком округу. Место као посед купује 1779. године од Државног трезора гроф Јозеф Сапари. Спахијски посед има 1786. године 147 породица. Из митрополијског пописа из 1797. године види се да ту живе само Срби, њих 1.016 у 155 домова. Али, по следећем извештају, оном из 1822. године етничка слика је промењена. Сада православних житеља је укупно 1.180, који живе у 217 кућа. Када је реч о народу, Срба тада има 743, а Румуна (Влаха) већ 437 становника.
Претплатник српске књиге био је 1845. године општински кнез Риста Сербован. "Сербски летопис" за 1845. годину узели су кнез Риста Србован, поп Јаков Миланковић парох и учитељ Георгије Бабић. А деценију касније као купци књиге о Александру Македонском јављају се угледни мештани: парох поп Павел Јовановић, кнез и тутор Ћира Србован, Дионисије Пандуровић учитељ, Паја Станојев касир, Арон Трлнић "црквени син", Теодор Индрић ћурчија и други.
Децембра 1866. године одржана је месту "Беседа", у корист финансирања Српског народног позоришта. На веома посећеном скупу остварен је чист приход 11 ф. 40 новчића. Писали су се 1870. године за пренумеранте омладинског листа "Младе Србадије" и становници Наћфале (Секешута). То су били, полугодишњи читаоци: Тима Чекић, Тоша Ћирић, Димитрије Аничић, Дионизије Пандуровић, док је за квартал пристао Владимир Милошев.
Место Наћфала је 1905. године велика општина у Новоарадском срезу. Ту живи 1.568 становника у 305 домова, од којих има највише православних Срба; њих 980 душа (или 58%) живи у 178 кућа. Од српских јавних здања ту су православна црква и народна школа. Од комуникацијских средстава има пошту и телефон на располагању. У месту је 1900. године основана Кредитна задруга као подружница угарског централног кредитног завода. Радила је до 1909. године. Исте 1909. године у Наћфали је основано Задружно предузеће за пољопривредни кредит и плетење корпи. Српска земљорадничка задруга деловала је 1905. године са капиталом од 2490 к. На њеном челу су се тада налазили: председник Ђорђе Петков и пословођа Радивој Којић.

## Становништво
Државни попис православног клира наводи да је 1846. године у месту било 925 православних душа. По последњем попису из 2002. године село Наћвола имало је 1.024 становника. Последњих деценија број становника опада.
Село је од давнина било вишенародно, а месни Срби су били већина у селу. После више насељавања румунског становништва и асимилације они су данас мањина, али за Арадски округ ипак значајна скупина Срба. Национални састав на појединим пописима био је следећи:
| Година пописа | 1910. год.  | 1992. год.  | 2002. год.  |
| Укупно ст.    | 1.499       | 1.005       | 1.024       |
| Срби          | 896 (59,8%) | 247 (24,6%) | 182 (17,8%) |
| Румуни        | 61 (4,1%)   | 659 (65,6%) | 792 (77,3%) |
| Немци         | 483 (32,2%) | 48 (4,8%)   | 18 (1,8%)   |
| остали        | 59 (3,9%)   | 51 (5,1%)   | 32 (3,1%)   |

## Религија
Најстарија српска православна црква брвнара је потанко описана, током канонске визитације 1758. године. Наводно је тај храм направљен још 1666. године. Антиминс стари је начињен још 1691. године, за време патријарха Чарнојевића. Пароси су тада били Павле Јовановић и Пантелејмон Кириловић (родом из Немета, до 1767.). Парохијско звање је основано и матичне црквене књиге се воде од 1779. године. Старија црква подигнута 1789. године, била је посвећена Св. Георгију. Парохијски свештеници 1797. године су Михаил Јовановић (парох 1765—1804) и Јован Поповић (парох 1780—1820) који знају српски и румунски језик. Из државног пописа православног клира у Угарској свештеници су 1846. године били Јаков Миланковић (парох 1821—1845) и Павел Јовановић (парох 1830—1860). На организованој забави после беседе, коју су организовали ђаци марта 1867. године, у општинском дому за помоћ Српском народном позоришту, скупљани су прилози. Заслужни су били парох З. Јокић, учитељ и општински кнез Рада Воштинаров.
Садашња црква такође посвећена празнику обнови храма Св. великомученика Георгија изграђена је 1789. године. Дограђивана је 1875. године, а потпуна обнова 1939—1940. године, када су и иконе пресликане од стране сликара Јонескуа из Секусића. Иконостас и целивајуће иконе је осликао мало познати иконописац Марко Аким 1855. године, а зидних слика нема. По митрополијском попису из 1865. године Наћфала је парохија прве класе која има 938 православних становника. Угарско министарство вероисповести је 1870. године дотирало црквеној општини у месту 250 ф. за куповину парохијског дома. Црква је 1905. године у "рђавом стању". У месту је српска црквена општина под председништвом Арсе Стаморана. Црквено-општински посед је само пет кј. земље. Нове црквене матице српске, воде се од 1867. године. Парохија је шесте платежне класе, има парохијски дом и сесију од 31 кј. земље. Парох је тада поп Сава Ћосић, који служи годину дана у месту. Када су за време Првог светског рата војне власти скинули звона са наћфалског храма, дата је одштета у износу 1942 круне, а тај износ је одмах уписан у ратни зајам Аустроугарске.

## Образовање
Прва школа у Наћфали је регистрована маја 1771. године. Школске 1788—1789. године у наћфалској школи је учио 31 ђак, од којих само 22 редовно. Претплатник једне српске књиге био је 1824. године месни учитељ Павел Татић. Учитељ сеоски 1832. године беше Захарије Јокић. Године 1846. у месној народној школи има 45 ђака које учи Георгије Бабић учитељ. Истакао се у организацији ђачке беседе 1867. године учитељ Д. Пандуровић. Јуна 1891. године у Наћфали је након одласка учитеља у пензију, расписан стечај, а понуђена основна плата је износила 200 ф. Те године је други учитељ и перовођа Школског одбора био Павел Ристић. Јуна 1895. године расписан је конкурс за упражњено учитељско место, док је други учитељ био Ђока Адамовић. Крајем лета 1897. године Наћфалу напушта дотадашњи учитељ Љубиша Јорговић, па се расписује стечај. Из текста огласа се види да може конкурисати и учитељица, али разлика је у томе што се учитељу даје плата од 400 ф. а учитељици далеко мање - 300 ф. Децембра 1898. године отишао је у Кулу, наћфалски учитељ Жарко Вукадиновић. Године 1899. расписан је конкурс за учитеља шестог разреда у мешовитој школи у селу. Перовођа школског одбора је тада био привремени учитељ другог разреда Јаков ј. Пасковић. Емилија Петров Обрадовић као привремена учитељица у месној српској школи била је 1906. године разрешена. Уместо ње је постављена нова учитељица Зорка Николајевић. Године 1905. Јефта Попов је председник Школског одбора, учитељ Којић перовођа, Милан Србован школски управитељ. Учитељско тело 1905. године у наћфалској српској вероисповедној школи чине: Радивој Којић родом из Новог Села, пет година ту на служби, и учитељица Зорка Николајевић, родом из Тисасентмиклуша, која служи једну годину. Редовну наставу је пратило 110 ученика, а у пофторну 42 ђака старијег узраста. Десет српских ученика је ишло у туђе школе у месту. Године 1914. наћфалски учитељ Владимир Милованов је био интерниран од стране државних власти Аустроугарске.